# 将棋会館
将棋会館（しょうぎかいかん）は、日本将棋連盟の本部のある建物。
同じく連盟が所有する北海道将棋会館（ほっかいどうしょうぎかいかん）や、公式対局の行われる名古屋将棋対局場（なごやしょうぎたいきょくじょう）、2024年9月に竣工した新将棋会館「ヒューリック将棋会館千駄ヶ谷ビル」についても本記事で紹介する。関西将棋会館については、当該記事を参照。

## 将棋会館
東京都渋谷区千駄ヶ谷二丁目にあり（至近に鳩森八幡神社がある）、千駄ケ谷駅・国立競技場駅より徒歩6分、北参道駅より徒歩5分。1976年建設。それまでの将棋会館は1961年6月に建築された木造二階建ての建物であった。当初は8階建てにする予定だったが、建築規制のため5階建てとなった。会館建設に際し、1975年2月から新会館の建設までの間、東京本部の機能は港区高輪の仮本部（旧・日本棋院）に移転された。
棋士および女流棋士の公式戦の多くとタイトル戦の一部は将棋会館の対局室で指される。奨励会の対局も行われる。また、2009年3月まで存在した女流育成会の対局も行われた。
対局室は和室で、座布団に座る形で対局を行う。対局室には、特別対局室、高雄の間、棋峰の間、雲鶴の間、飛燕の間、銀沙の間、桂の間、香雲の間、歩月の間がある。2014年時点で桂の間は事実上の関係者控室として使われていたが、対局数の増加に伴い2020年11月より桂の間も対局室として再び使われることになった。また歩月の間は長らく対局中継用のスタジオとして使用されていたが、2020年にドワンゴ（ニコニコ生放送）が中継から撤退したため、以後は再び対局室として使用されている。なお将棋会館でタイトル戦の番勝負が行われる場合は、飛燕の間と銀沙の間が対局者控室となることが慣例。
また、椅子で対局する洋室の「研修室」もあり、一般の人が参加できる将棋道場など将棋教室も開かれている。以前は空き部屋があれば自由に棋士の研究会や練習将棋などで使用することができたが、2013年8月より禁止された。かつては上京した棋士のための「宿泊室」も存在したが、1998年3月を以って宿泊利用は終了となり、2021年時点では中継等の作業用の準備室となっている。
建設にあたり、吉永小百合が多額の寄付をした。剱持松二の人脈から三菱電機も多額の寄付をしており、会館の「高雄の間」の名称は、当時同社が販売していたテレビのブランドである「高雄」に由来するという説がある。また米長邦雄は大山康晴の寄付集めに対する熱意と日本財団による助成金の貢献が大きかったと評価した。経団連が寄付金の割り当て表を作ってくれたことも大きかったとされる。このほか「将棋界の大旦那」として知られる七條兼三（詰将棋作家、秋葉原ラジオ会館創業者）も、建設中の代替施設の連帯保証人を務めるなど大きな尽力をしている。
「東京将棋会館」と書かれることが多いが、誤りである。観戦記者の田辺忠幸は、将棋世界の連載エッセイで「東京将棋会館という建物はない」と指摘し、「東京・将棋会館」と書くことを推奨した。
開設当初は地下にレストラン「歩（）」が存在したが、会館の場所が文教地区指定を受けているため一般向けの営業ができず、関係者用の食堂としての営業を強いられたことなどが原因で1997年に閉店。以後は『将棋世界』等の編集を行う出版部の事務室となったが、2009年に日本将棋連盟が出版業務を毎日コミュニケーションズ（現・マイナビ）に移管したため撤退し、2011年にスタジオに改装された。
開館から40年が経過し耐震性の問題が表面化するなど老朽化が目立ち始めたことから、2015年7月から9月、2016年3月から5月の2期に分けて全館休館し耐震工事を実施した。
2023年1月、現将棋会館をヒューリックに売却することを同月25日に開かれた日本将棋連盟の臨時総会で決定した。新将棋会館はヒューリックが所有し、建て替えが予定されている千駄ヶ谷センタービルの1階に移転するとしており、同連盟の創立100周年となる2024年中に移転実施を予定。新会館「ヒューリック将棋会館千駄ヶ谷ビル」は、連盟創立100周年となる2024年9月8日に竣工し、同日お披露目会が行われた。将棋会館の入居する部分は日本将棋連盟が取得し、物件としてはヒューリックと日本将棋連盟との共同所有建物として運用されていく。2024年中の東京での対局は現将棋会館にて行われ、新将棋会館での対局は2025年1月以降を予定している。以前のように企業からの寄付金は望めなかったが、藤井聡太ブームによりクラウドファンディングで個人の寄付が多く集まったという。クラウドファンディングでは多彩な返礼品が用意されたが、寄付者の名前が書かれたネームプレートを新会館に掲示する権利が特に人気だったという。
フロア
※2023年1月現在
| 5階  | 対局室（香雲の間、歩月の間）・中継室等（501-505）                              |
| 4階  | 対局室（特別対局室、高雄の間、棋峰の間、雲鶴の間、飛燕の間、銀沙の間、桂の間） |
| 3階  | 事務室                                                                         |
| 2階  | 道場・教室                                                                     |
| 1階  | 販売部                                                                         |
| B1階 | 囲碁・将棋チャンネル銀河スタジオ・会議室                                       |

4階の対局室入口正面には当日の対局部屋割りを示すホワイトボードがある。関西将棋会館にも同様の対局ボードがあるが、東京の将棋会館では名札の高さの位置で対局勝敗が示される。
特別対局室
「特別対局室」での対局が行なわれるのは次の場合である。
- タイトル戦
- タイトル保持者の対局
- 複数の対局実施日に以下の基準で部屋割りされた対局
  - 高段位者の対局
  - 棋士番号順に番号が小さい棋士の対局

対局以外でも、銀河戦優勝者への表彰式なども「特別対局室」で実施されることがある。

## 関西将棋会館
2024年12月に大阪府高槻市（JR高槻駅から徒歩1分）の新施設が稼働している。それ以前は1981年に大阪市福島区に建設した施設を使用していた（JR福島駅から徒歩3分）。

## 名古屋将棋対局場
名古屋市中村区のミッドランドスクエア25階（トヨタ自動車名古屋オフィス内）に所在する。2022年3月16日に設置が発表され、同年6月22日より使用開始となった。
これまで会議や展示会に使用されていた、トヨタ自動車のオフィスフロア内の広さ209.2平方メートルの会議室の一室が新たな対局場開設に充てられた。この部屋の半分ほどに高さ30センチメートルの土台を配置し、その上に84.5畳分（85枚）の畳を敷きつめて、対局7局を同時に実施することができる常設対局場を設えた。壁面には高さ2.1メートルの銀屏風5枚を配置し、隣り合う対局の仕切りには木屏風が置かれる。会議室の使用料や光熱費は無償提供の扱いで、畳と屏風などはトヨタ自動車から備品として提供される。対局場の天井には盤面中継用の最新のカメラを設置できる仕様になっている。
2022年度の棋戦で名古屋将棋対局場を使うのは順位戦のみを予定し、このうち東海地方を拠点とする棋士の対局と、東西交流対局の一部、合わせて100局の実施を予定している。
- 第81期順位戦A級の全45局中、名古屋対局は8局 （このうち愛知県在住の藤井聡太竜王の対局は6局）[35]
- 同B級1組の全78局中、名古屋対局は11局 （このうち三重県在住の澤田真吾七段の対局は10局）[35]
- 同B級2組の全130局中、名古屋対局は20局 （このうち名古屋市在住の杉本昌隆八段の対局は8局）[35]
- 同C級1組の全165局中、名古屋対局は22局 （東海在住棋士の該当者なし）[35]
- 同C級2組の全280局中、名古屋対局は39局

（上のうち三重県在住の石川優太四段、岐阜県在住の高田明浩四段の対局は各7局。直接対決はなし）
名古屋将棋対局場の開設にあたり、日本将棋連盟からトヨタ自動車に相談があり、「将棋文化の普及と中部・東海エリアの地域活性化に貢献できる」と考えたトヨタ自動車が、無償で場所を提供することにしたという経緯がある。
元々、愛知県在住（2022年現在）の藤井の活躍を受け、愛知県知事の大村秀章や名古屋市長の河村たかしなど、名古屋の政財界の一部において「名古屋に将棋会館を」という話が持ち上がっていた。ただ、当時の東海地区には「東海普及連合会」としてマンションの一室に事務所を構えている程度の施設しか無かったこともあり、2018年時点で連盟では具体的な検討は行っていないとしていたが、最終的に公式戦を実施可能な対局場の設置に至った。
対局室がトヨタ社内にあるため、出入りする棋士には顔写真入りのIDカード（入館証）が発行される。名古屋対局の当日に待機する日本将棋連盟職員がIDカードを、来場する各棋士にその場で渡す方式を採用し、IDカード不携帯による不戦を未然に防ぐ対策をとる。
対局時に電子機器類を預ける専用ロッカーも将棋会館、関西将棋会館と同様に設置されている。対局場の隣には関係者・報道陣等のための控室が併設されている。座布団は4種類が用意されている。
昼食・夕食の食事休憩は、同じ部屋の窓側にパーティションで区切られた休憩スペースや前述の控室が用意されている。食事内容については、東京・大阪の将棋会館では出前を注文するのに対し、新たに設置の名古屋対局場では出前の体制が整わないため、開設から当面の間は、将棋連盟が用意する複数種類の弁当を各棋士が選択する方式によっていた。2023年2月1日以降の対局では、これまでの複数種類の弁当のほかに、対局場があるミッドランドスクエア内の5店舗からの出前対応が可能となった。
2023年10月12日から対局場に掲げられる「表札」が新たに、名古屋城に金のシャチホコがついたデザインのものになった。新たな表札のプレートはトヨタ自動車が提供したもので、表札に書かれた「名古屋将棋対局場」の文字は佐藤康光九段の書である。同日に行なわれた順位戦対局が新たな表札のお披露目の場となった。

## 北海道将棋会館
北海道将棋会館は、北海道旭川市に本社を置く不動産会社ダイメックスが所有する札幌市中央区のオフィスビルに入居している。
かつてのような将棋専用の建物ではなくなったが、「将棋会館」という名称は引き続き用いられている。

## 新たな将棋会館 (2024年 - )
東京・大阪ともに建物の建設から35年以上が経過し老朽化が問題になっていることから、2018年6月に開かれた将棋連盟の棋士総会にて、今後の方向性を決めるための委員会として「会館建設準備委員会」を設置することを決議した。委員長には羽生善治が就任したほか、森内俊之・中村太地・久保利明らも委員として名を連ねている。現在地での建て替えのほか、移転や賃貸への移行なども検討することとされた。

### 東京 (2024年 - )
約1年間の検討の結果、まず、東京・将棋会館についての方向が定められ、現地建て替えは法的事情から床面積の現状維持が難しく、「千駄ヶ谷近辺での商業施設への入居・一部保有or賃貸」か「23区内での公募」のいずれかとなり、2019年6月の棋士総会での審議の結果、前者案が採択された。候補地は棋聖戦特別協賛＆清麗戦主催者のヒューリックが保有する「千駄ヶ谷センタービル」（千駄ヶ谷1-18-5）の建て替え後の施設で、一部保有の方向で交渉を進めるという。同ビルも現在の将棋会館とほぼ同時期1974年の建設で建て替え計画があり、それに便乗することとなった。移転は連盟設立100周年の2024年ごろをめどとし、現施設は売却して原資に当てる方針である。ヒューリックは連盟の2019年6月の決議を受けて同年6月10日にプレスリリースを発し、同ビルを同年10月末を持って閉鎖し、連盟と連携して建て替え計画を検討する方針を表明した。
2021年8月には連盟とヒューリック社との間で将棋会館移転に係る基本協定を締結し、締結式と同日に「創立100周年事業・東西将棋会館建設委員会」の発足式が行なわれた。その後、日本将棋連盟は2023年1月の臨時棋士総会に於いて、連盟が保有する将棋会館のヒューリック株式会社への売却を承認可決した。
新会館は「（仮称）千駄ヶ谷センタービル」1階部分の大半を占め、旧施設と比べ和室の対局室を増設するほか、新たに椅子対局室も設ける。また配信用カメラを増設することに加え、連盟独自の中継スタジオを設け、YouTube配信などで使用する予定。2024年4月には、クラウドファンディングの剰余益を用い1階の店舗区画を追加購入することを決め、同区画に将棋道場・ショップ・カフェの機能を併せた複合店舗「棋の音（）」を設置する。
2024年9月2日、新たな将棋会館「ヒューリック将棋会館千駄ヶ谷ビル」が竣工し、2024年9月8日にお披露目会が行われた。カフェを併設した店舗「棋の音」が同年10月1日よりオープンし、東京・将棋会館道場が同店舗内に同日移転オープンする。
2階以上のフロアにはユナイテッドアローズ本社が2025年春に移転する予定で、その縁で同社と日本将棋連盟とのコラボグッズが販売される。

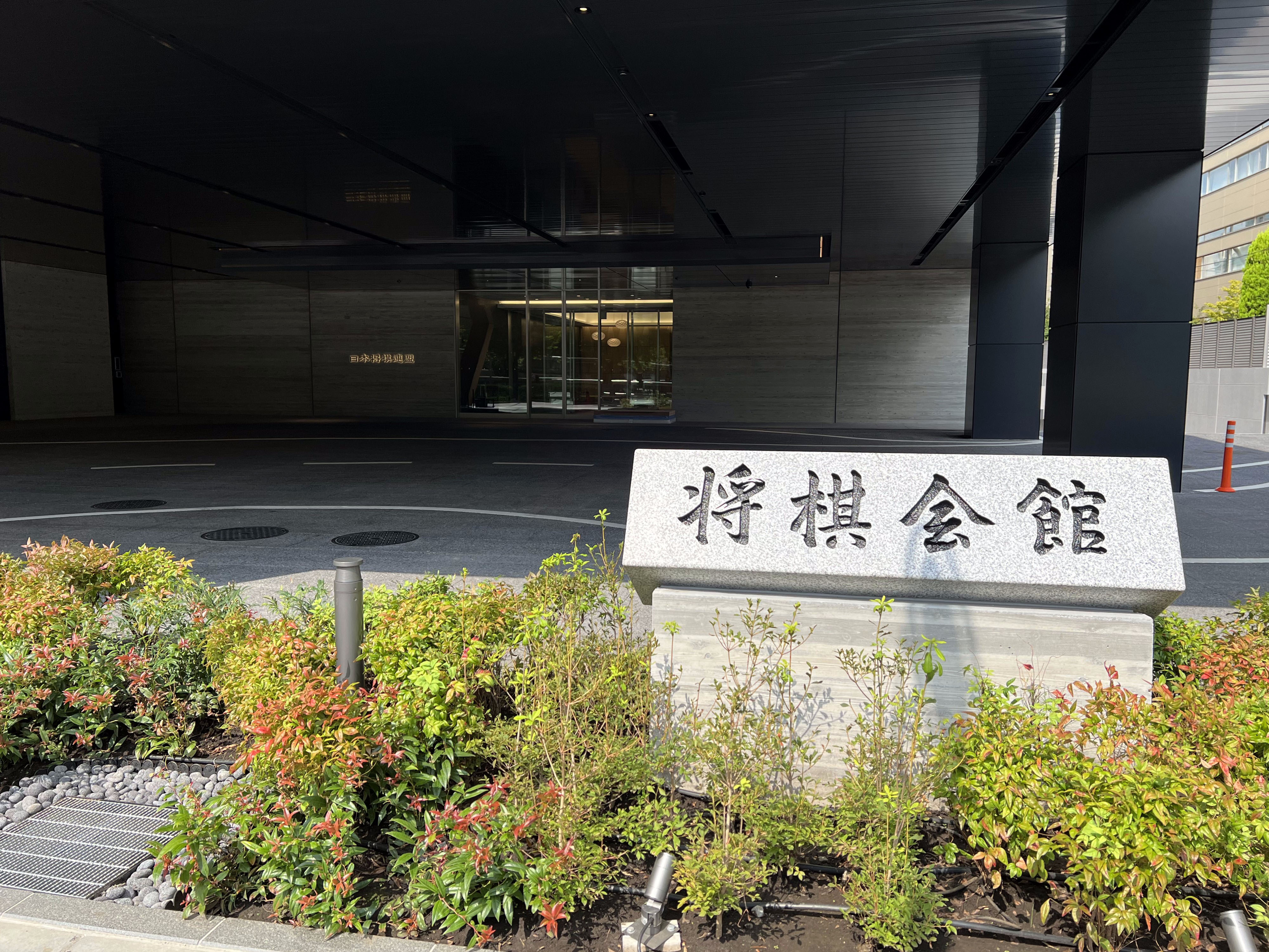
エントランス

新会館での対局室名
現会館の対局室の名称を引き継ぐほか、新たに2つの対局室名称が加わる。運用開始は2025年1月以降の予定。
- 現会館の名称を引き継ぐ対局室
  - 「特別対局室」「高雄」「雲鶴」「棋峰」「飛燕」「銀沙」「香雲」「歩月」「桂」

- 新たな対局室名称
  - 「鍾馗（）」、「陽響（）」

主な施設・設備
- 対局室（部屋数）：前施設より3部屋増設。
  - 特別対局室（21畳・1室）・対局室（9）・椅子対局室（2）・防音対局室（1）

- 和室スタジオ：インターネット配信なども可能。
- その他：記者室・事務局
- 「棋の音」：道場・物販・カフェを併設した店舗（2024年10月営業開始）。
  - 併設されるカフェはプロントコーポレーションが運営し、18:00以降はアルコール類も提供される。

### 大阪
続いて関西将棋会館については、2021年2月に、2023年を目処に高槻市へ移転する方針が打ち出された。高槻市は2018年に連盟と将棋の普及に関する協定を締結しているほか、元々桐山清澄・福崎文吾・浦野真彦ら同地出身・居住の棋士が多く「将棋のまち」を売り文句の一つとしていることなどから、今回の話につながったという。
予定地はJR高槻駅きた西口そばの高槻市営バスのロータリーがある場所（北緯34度51分2.68秒 東経135度36分52.53秒）で、そのロータリーを移転させた跡地に建物を建設する計画。連盟では現在の土地を売却した上で移転先の土地を購入する資金に充てるとしている。

### 東西将棋会館建設委員会
2021年8月23日に発足した。委員会のメンバーは以下のとおり（呼称は発足時）
委員長
羽生善治九段
副委員長
谷川浩司九段
特別委員
中原誠十六世名人
委員
森内俊之九段、佐藤康光九段、清水市代女流七段
渡辺明名人、豊島将之竜王、藤井聡太二冠、永瀬拓矢王座
里見香奈女流四冠、西山朋佳女流三冠

## 旧施設
現在の将棋会館の建設以前に使われていた施設について述べる。また、一連の経緯から最終的に日本将棋連盟の所有となった北海道将棋会館についてもここで述べる。

### 東京
東京では、戦前の「将棋大成会」時代には青山・赤坂・麹町などを転々としていた。戦後間もない頃は後楽園球場の中に事務所があったが当時は対局場は無く、対局時は都内の寺などを借りていた。その後1949年に中野区（大相撲横綱の照國が開いていた「照國道場」の跡地、当時の住所で中野区昭和通二丁目39、現在の住所で中野区中野六丁目30あたり）に移転した。
1961年に渋谷区千駄ヶ谷2丁目の敷地に移転。二階建ての木造建物を構え、対局場として使用していた。当時は1階に特別対局室、道場、事務室、塾生部屋があり、2階が大広間、小部屋というつくりだった。当時の千駄ヶ谷は都内でも有数の連れ込み旅館街だったため、カップルが間違って建物に入ってくることもあったという。
これまでの将棋会館（東京）
- 1924年 東京府荏原郡上大崎町（東京将棋連盟 仮事務所、評議員・海老塚薫宅）[76]
- 1927年 東京市麹町区平河町（仮本部、関根金次郎宅）[77]
- 1935年 東京市赤坂区青山北町5（日本将棋連盟 本部・事務所）[78]
- 1935年 東京市麹町区三年町（日本将棋革新協会 本部）
- 1936年 東京市赤坂区青山表町（将棋大成会 本部・事務所）[79]
- 1937年 東京市麴町区一番町（本部）[80]
- 1942年 東京市小石川区小日向台町[81]
- 1945年 （空襲で全焼）
- 1945年 東京都目黒区上目黒（仮本部）[82]／目黒区東山（仮事務所）
- 1947年 東京都文京区春日町（本部・事務所、後楽園球場）[82]／南麻布若松寺（対局場）
- 1949年 東京都中野区昭和通に移転（日本将棋連盟 将棋会館、照國相撲道場 跡）[83][84]
- 1961年 東京都渋谷区千駄ヶ谷2丁目に移転（新築、木造2階建て）[84]
- 1975年 東京都港区高輪に移転（仮本部、旧・日本棋院、建替のための仮移転）
- 1976年 東京都渋谷区千駄ヶ谷2丁目に移転（旧会館と同所。新築、地上5階地下1階）
- 2024年 東京都渋谷区千駄ヶ谷1丁目に移転（新築、地上4階建ての1階に入居）

### 北海道

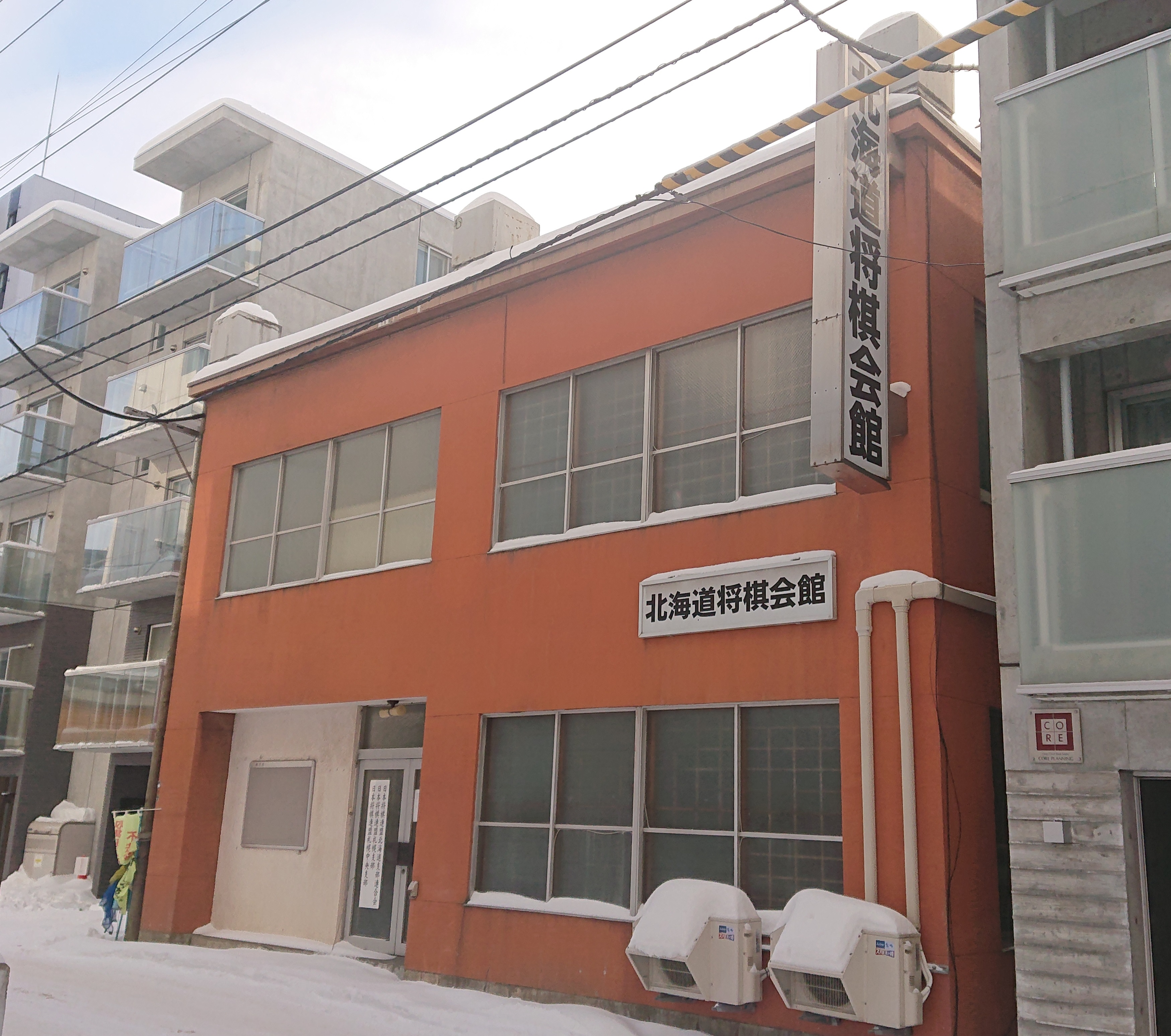
旧・北海道将棋会館（建物はHANA49ビルとして現存）

旧・北海道将棋会館は、北海道札幌市中央区南4条西9丁目1009番地にあった。最寄り駅は札幌市営地下鉄東西線の西11丁目駅、または南北線のすすきの駅。
元々は一般社団法人北海道将棋連盟の所有する建物だったが、2015年に同連盟が解散したことに伴い日本将棋連盟に寄贈された。このため東京・大阪の会館とは異なり公式戦の対局に使用されることはなく、道内のアマチュア将棋ファン向けの道場・棋戦の会場等として使われていた。
2018年秋に、西11丁目駅により近い近隣のオフィスビルに移転した。